# Gieorgij Szabanow
Gieorgij Szabanow (ur. 26 kwietnia 1960) – rosyjski lekkoatleta specjalizujący się w biegach płotkarskich, który startował w barwach Związku Radzieckiego. 
W 1979 zdobył brązowy medal juniorskich mistrzostw Europy. Dotarł do półfinału mistrzostw Europy w 1982 oraz halowego czempionatu Starego Kontynentu w 1983.
Rekordy życiowe: bieg na 60 m przez płotki (hala) – 7,68 (16 lutego 1985, Kiszyniów); bieg na 110 m przez płotki (stadion) – 13,71 (2 września 1982, Ateny). 
Jego syn Konstantin także jest płotkarzem, w 2008 zdobył złoty medal mistrzostw świata juniorów.

## Osiągnięcia
| Rok  | Impreza                     | Miejsce   | Konkurencja                | Lokata     | Wynik |
| ---- | --------------------------- | --------- | -------------------------- | ---------- | ----- |
| 1979 | Mistrzostwa Europy juniorów | Bydgoszcz | bieg na 110 m przez płotki | 3. miejsce | 14,24 |
| 1981 | Uniwersjada                 | Bukareszt | bieg na 110 m przez płotki | 3. miejsce | 13,82 |
| 1982 | Mistrzostwa Europy          | Ateny     | bieg na 110 m przez płotki | półfinał   | 13,79 |
| 1983 | Halowe mistrzostwa Europy   | Budapeszt | bieg na 60 m przez płotki  | półfinał   | 7,80  |